# El Dorado (Kansas)
El Dorado település az Amerikai Egyesült Államok Kansas államában, Butler megyében, melynek megyeszékhelye is. Lakosainak száma 12 870 fő (2020. április 1.).

## Népesség
A település népességének változása:

| 2010 | 13 021 |
| 2020 | 12 870 |